# Hekseny
Hekseny, C
6H
12 – grupa izomerycznych organicznych związków chemicznych należących do alkenów, które mają jedno wiązanie podwójne i zbudowane są z sześciu atomów węgla. W zależności od położenia wiązania podwójnego rozróżnia się 3 izomery funkcyjne heksenów prostołańcuchowych (1-heksen, 2-heksen, 3-heksen), przy czym 2-heksen i 3-heksen występują w formach cis i trans. Istnieje również 13 heksenów rozgałęzionych, w tym 3-metylo-2-penten i 4-metylo-2-penten występujące w formach cis i trans oraz 3-metylo-1-penten występujący w postaci dwóch enancjomerów.
Związki te są w normalnych warunkach cieczami, praktycznie nierozpuszczalnymi w wodzie, ale za to rozpuszczalnymi w takich rozpuszczalnikach organicznych jak np. etanol, benzen, chloroform, eter dietylowy czy aceton. 1-Heksen wykorzystywany jest jako komonomer w procesach otrzymywania tworzyw sztucznych, np. LLDPE (liniowy polietylen o niskiej gęstości).
| Nazwa systematyczna    | Nazwa systematyczna    | Inne nazwy              | Numer CAS  | Struktura chemiczna | Temp. topnienia (°C) | Temp. wrzenia (°C) | Gęstość (g/cm³) | Wsp. załamania | Źródło      |
| IUPAC                  | ACS                    | Inne nazwy              | Numer CAS  | Struktura chemiczna | Temp. topnienia (°C) | Temp. wrzenia (°C) | Gęstość (g/cm³) | Wsp. załamania | Źródło      |
| ---------------------- | ---------------------- | ----------------------- | ---------- | ------------------- | -------------------- | ------------------ | --------------- | -------------- | ----------- |
| heks-1-en              | 1-heksen               | n-heksen                | 592-41-6   |                     | −139,76              | 63,4               | 0,6688 (25 °C)  | 1,3852 (25 °C) | [ 3 ]       |
| (Z)-heks-2-en          | (Z)-2-heksen           | cis-2-heksen            | 7688-21-3  |                     | −141,12              | 68,9               | 0,6824 (25 °C)  | 1,3979 (20 °C) | [ 3 ]       |
| (E)-heks-2-en          | (E)-2-heksen           | trans-2-heksen          | 4050-45-7  |                     | −133,1               | 67,85              | 0,6733 (25 °C)  | 1,3936 (20 °C) | [ 3 ]       |
| (Z)-heks-3-en          | (Z)-3-heksen           | cis-3-heksen            | 7642-09-3  |                     | −138,7               | 66,4               | 0,6778 (20 °C)  | 1,3947 (20 °C) | [ 3 ]       |
| (E)-heks-3-en          | (E)-3-heksen           | trans-3-heksen          | 13269-52-8 |                     | −113,7               | 67,06              | 0,6772 (20 °C)  | 1,3943 (20 °C) | [ 3 ]       |
| 2-metylopent-1-en      | 2-metylo-1-penten      |                         | 763-29-1   |                     | −135,7               | 62,1               | 0,6799 (20 °C)  | 1,3920 (20 °C) | [ 4 ]       |
| 2-metylopent-2-en      | 2-metylo-2-penten      |                         | 625-27-4   |                     | −135,0               | 67,3               | 0,6863 (20 °C)  | 1,4004 (20 °C) | [ 4 ]       |
| (3R)-3-metylopent-1-en | (3R)-3-metylo-1-penten |                         | 39914-58-4 |                     | −154,5               | 54                 | 0,6675 (20 °C)  | 1,3841 (20 °C) | [ a ] [ 4 ] |
| (3S)-3-metylopent-1-en | (3S)-3-metylo-1-penten |                         | 5026-95-9  |                     | −154,5               | 54                 | 0,6675 (20 °C)  | 1,3841 (20 °C) | [ a ] [ 4 ] |
| (Z)-3-metylopent-2-en  | (Z)-3-metylo-2-penten  | cis-3-metylo-2-penten   | 922-62-3   |                     | −135,1               | 70,4               | 0,6886 (25 °C)  | 1,4016 (20 °C) | [ 4 ]       |
| (E)-3-metylopent-2-en  | (E)-3-metylo-2-penten  | trans-3-metylo-2-penten | 616-12-6   |                     | −138,5               | 67,67              | 0,6930 (25 °C)  | 1,4045 (20 °C) | [ 4 ]       |
| 4-metylopent-1-en      | 4-metylo-1-penten      | izoheksen               | 691-37-2   |                     | −153,9               | 54                 | 0,6642 (20 °C)  | 1,3828 (20 °C) | [ 4 ]       |
| (Z)-4-metylopent-2-en  | (Z)-4-metylo-2-penten  | cis-4-metylo-2-penten   | 691-38-3   |                     | −134,8               | 56,4               | 0,6690 (20 °C)  | 1,3800 (20 °C) | [ 4 ]       |
| (E)-4-metylopent-2-en  | (E)-4-metylo-2-penten  | trans-4-metylo-2-penten | 674-76-0   |                     | −140,8               | 58,58              | 0,6686 (20 °C)  | 1,3889 (20 °C) | [ 4 ]       |
| 2-etylobut-1-en        | 2-etylo-1-buten        |                         | 760-21-4   |                     | −132,0               | 64,7               | 0,6894 (20 °C)  | 1,3969 (20 °C) | [ 2 ]       |
| 2,3-dimetylobut-1-en   | 2,3-dimetylo-1-buten   |                         | 563-78-0   |                     | −157,27              | 55,59              | 0,6803 (20 °C)  | 1,3995 (20 °C) | [ 1 ]       |
| 2,3-dimetylobut-2-en   | 2,3-dimetylo-2-buten   |                         | 563-79-1   |                     | −74,3                | 73,19              | 0,7080 (20 °C)  | 1,4122 (20 °C) | [ 1 ]       |
| 3,3-dimetylobut-1-en   | 3,3-dimetylo-1-buten   | neoheksen               | 558-37-2   |                     | −115,2               | 41,24              | 0,6529 (20 °C)  | 1,3763 (20 °C) | [ 1 ]       |